# Morris A. Adelman
Morris Albert Adelman (* 31. Mai 1917 in New York City; † 8. Mai 2014) war ein amerikanischer Wirtschaftswissenschaftler, der insbesondere für seine Forschung zum weltweiten Ölmarkt bekannt war.

## Leben
Adelman studierte bis 1938 am City College of New York. 1948 erhielt er den PhD von der Harvard University. Anschließend wurde er an das MIT Department of Economics berufen. Nach seiner Emeritierung blieb er dem Center for Energy and Environmental Policy Research verbunden.
1956 wurde Adelman in die American Academy of Arts and Sciences gewählt.
Zusammen mit Peter Odell und Arlon Tussing widersprach er der in den 1970er Jahren (vor Entdeckung des Nordsee-Öls) populären These von einem baldigen Peak Oil.

## Werke
- The World Petroleum Market, 1972, Hopkins University Press